# 第一号輸送艦
第一号輸送艦（だいいちごうゆそうかん）は、日本海軍の輸送艦。第一号型輸送艦の1番艦。全21隻中最初に竣工し、最初に沈没した。

## 艦歴
マル戦計画の計画名特務艦特型、第2901号艦型の1番艦、仮称艦名第2901号艦として計画。1943年11月5日、三菱重工業横浜造船所で建造番号550番船として起工。1944年2月5日、第一号輸送艦と命名されて第一号型輸送艦の1番艦に定められ、本籍を横須賀鎮守府と仮定。2月8日進水。
5月10日竣工し、本籍を横須賀鎮守府に定められ、連合艦隊附属に編入。5月29日、3530船団を護衛してサイパンへ向け東京湾発。
6月1日現在、軍隊区分甲直接護衛部隊に配置。6月5日、3530船団はアメリカ潜水艦群の攻撃を受けて2隻が被雷沈没し、本艦は第33号駆潜艇、第50号駆潜艇らと対潜掃蕩を実施。7日、サイパン着。同日、軍隊区分甲直接護衛部隊から除かれ、連合艦隊に復帰。11日、第6号海防艦らとともに廣順丸と明島丸を護衛しサイパンを出発。12日から13日にかけてアメリカ艦上機の空襲を受けて損傷し航行不能となる。本艦は明島丸に曳航され17日パラオに到着後、在パラオ港務部に引渡し。護衛の特設駆潜艇第十一昭南丸も被爆のため航行不能となり、こちらは廣順丸に曳航されパラオに到着する。
7月27日、パラオで空襲を受け沈没。9月10日、第一号輸送艦は第一号型輸送艦から削除され、帝国輸送艦籍から除かれた。

## 輸送艦長
艤装員長
1. （臨時）新堀昌夫 少佐：1944年4月24日 - 1944年5月10日

輸送艦長
1. （臨時）新堀昌夫 少佐：1944年5月10日 - 1944年5月18日
2. 飯川尚介 少佐：1944年5月18日 - 1944年8月1日